# 王彬彬
王 彬彬（1962年11月 - ）は、中国の文学評論家、文学者、随筆家である。南京大学文学院教授を務める。主に中国現代文学研究、特に魯迅研究で知られ、鋭い批評精神と率直な言論で注目を集めている。

## 経歴
王彬彬は1962年に安徽省に生まれ、1982年に中国人民解放軍外国語学院を卒業後、1986年に復旦大学中国語言文学系で修士号を取得、さらに1989年には南京大学中国語言文学系で博士課程を修了して文学博士号を取得し、同年から南京大学文学院（中国語言文学系）に勤務、1997年より教授に就任し、博士課程指導教官も務めて現在に至っている。

## 主な著作
- 『魯迅晩年思想』（2001年）
- 『風高放火与振翅洒水』（2004年）
- 『在功利与唯美之間』（1996年）
- 『為批評正名』（2000年）
- 『一嘘三嘆論文学』（2005年）